# Threnody
Threnody  — второй, полноформатный студийный альбом шведской группы Engel, выпущенный в 2010 году на лейбле SPV/Steamhammer Records. Альбом был издан в двух вариантах: Japanese Edition и European Edition.

## Об альбоме
Threnody был записан и полностью готов уже к концу 2008 года, но из-за проблем с лейблом релиз был отложен до неопределённого срока. После долгого ожидания, альбом был выпущен в Японии на лейбле Trooper Entertainment 7 апреля 2010 года, 11 февраля 2011 года в США и 8 ноября того же года уже на лейбле Season Of Mist — в Европе. Также, на композиции «Sense the Fire» и «Six Feet Deep» были сняты видеоклипы.

## Список композиций

### Threnody (Japanece Edition)
1. «Threnody» (3:56)
2. «Sense The Fire» (4:20)
3. «Until Eternity Ends» (3:50)
4. «To The End» (4:02)
5. «Down» (3:49)
6. «Heartsick» (4:34)
7. «Feed The Weak» (4:16)
8. «For Those Who Will Resist» (3:41)
9. «Every Sin (Leaves A Mark)» (3:32)
10. «Roll The Dice» (4:37)
11. «Elbow And Knives» (3:10)
12. «Perfect Isis» (6:10)
13. «Fearless (бонус-трек японского издания)» (3:45)

### Threnody (European Edition)
1. «Six Feet Deep» (3:21)
2. «Sense The Fire» (4:20)
3. «For Those Who Will Resist» (3:41)
4. «Feed The Weak» (4:16)
5. «To The End (4:02)
6. «Every Sin (Leaves A Mark)» (3:32)
7. «Down» (3:49)
8. «Heartsick» (4:33)
9. «Threnody» (3:54)
10. «Burn» (3:26)
11. «Perfect Isis» (6:00)

## Над альбомом работали
- Magnus «Mangan» Klavborn — вокал
- Niclas Engelin — гитара
- Marcus Sunesson — гитара
- Steve Drennan — бас-гитара
- Daniel «Mojjo» Moilanen — ударные